# Jan z Readingu
Jan z Readingu [Reding] († 1346, Avignon) byl anglický františkán, teolog a filozof. Patřil mezi oponenty Viléma z Ockhamu a obhájce Duns Scota.
V letech 1317 - 1321 napsal na Oxfordské univerzitě dvě verze komentáře k Sentencím Petra Lombardského. Kolem roku 1322 přesídlil do Avignonu, kde působil jako teologický poradce papeže Jana XXII. a možná vyučoval v tamním františkánském konventu. Je možné, že v Avignonu podnítil vyšetřování Ockhamova komentáře k Sentencím.
Byl zastáncem jednoty věd.